# 岡部豊後
岡部 豊後（おかべ ぶんご、1814年（文化11年） - 1886年（明治19年）9月8日）は、幕末の福井藩士、家老。本姓は狛(こま)、名は興起、通称は豊後のほかに造酒之助、左膳、造酒、豊佐、号は千尋。 同家は同藩の高知席（最上級家臣）17家のひとつ（福井藩#家老）。

## 略歴
嘉永2年（1849年）、福井藩家老・岡部左膳（長十郎、長直）が病と老齢により隠居したため、家督を継ぐ。城代を経て、文久元年（1860年）家老となり、文久3年（1863年）藩命により鹿児島藩に赴き、公武合体の推進を協議し、大政奉還に際しては藩論一致につとめた。享年73、墓は乗国寺。

## 家族
- 実父・狛孝章 - 福井藩高知席17家のひとつ酒井家の酒井玄蕃知房の四男で、同じく17家のひとつ狛山城家の狛孝昭の養子。[4][5]
- 養父・岡部貞起 - 福井藩家老[5]
- 子・岡部長（1836-1906） - 別名に造酒助、淡路介、豊志。慶応2年（1866年）に家督を継ぎ、造営奉行、軍事（惣）奉行を務め、明治5年に長（ヒサシ）と改名。[3][6]
- 孫・杉田都賀（1859－1883） - 長の娘で1881年に杉田定一の妻となったが結婚2年で病死[7]
- 養孫・岡部長（岡部広、1856-1923)  - 先代・長の養子[8]。別名に秀真廣〈ほずま ひろし〉。明治39年（1906年）に襲名。坂井郡伊井村（現あわら市）生まれ。杉田定一が創刊した北陸自由新聞の主幹のほか、杉田や山田卓介らを主領とする士族党の福井県議、春江村長を務めたのち、東京日本橋で和洋紙商「岡部商店」を営み、明治中頃、河村隆実とともに北埼玉鉄道、関東鉄道、相模鉄道、尾張・知多鉄道、東京水上鉄道を発起のほか、江戸川製紙、成田鉄道、京北鉄道の役員、京浜銀行頭取（当行はハワイ支店を持ち、移民を搾取したとして悪名高い）、京阪鉄道発起人などを務め[9]、私立京橋高等女学校・中央商業学校の創立にも尽力した[10]。また、真宗信徒生命、北陸生命、九州生命など数多くの乗っ取りを敢行した大阪生命保険の幹部でもあり、明治36年には委託金橫領で拘引、有罪になり収監された[11][12][13]。